# Cleistocactus reae
Cleistocactus reae ist eine Pflanzenart in der Gattung Cleistocactus aus der Familie der Kakteengewächse (Cactaceae). Das Artepitheton reae ehrt den bolivianischen Agronom Julio Rea.

## Beschreibung
Cleistocactus reae wächst strauchig mit an der Basis verzweigten, aufrechten, säulenförmigen, dunkelgrünen Trieben und erreicht bei Durchmessern von 3 bis 4,5 Zentimetern Wuchshöhen von 1 bis 2 Metern. Es sind etwa 19 niedrige, breite, gekerbte Rippen vorhanden. Die darauf befindlichen grauen Areolen stehen eng beieinander. Die 16 bis 20 Dornen lassen sich nicht in Mittel- und Randdornen unterscheiden. Sie sind ausgebreitet, gelblich, dünn, nadelig und 5 bis 35 Millimeter lang.
Die mehr oder weniger geraden, waagerecht abstehenden, rosa- bis purpurfarbenen Blüten sind 5 bis 7 Zentimeter lang. Die kugelförmigen, glänzend roten Früchte erreichen Durchmesser von bis zu 2,5 Zentimetern.

## Verbreitung, Systematik und Gefährdung
Cleistocactus reae ist im bolivianischen Departamento La Paz in der Provinz Inquisivi in Höhenlagen von 3000 Metern verbreitet.
Die Erstbeschreibung erfolgte 1957 durch Martín Cárdenas.
In der Roten Liste gefährdeter Arten der IUCN wird die Art als „Near Threatened (NT)“, d. h. als gering gefährdet geführt.

## Nachweise